# Vana-Lahetaguse
Vana-Lahetaguse est un ancien village de la commune de Lääne-Saare du comté de Saare en Estonie.
Au 31 décembre 2011, il n'a plus d'habitant.